# Паскаль, Жан
Жан Паска́ль (англ. Jean Pascal; род. 28 октября 1982, Порт-о-Пренс, Гаити) — канадский боксёр-профессионал, гаитянского происхождения, выступающий в полутяжёлой, первой тяжёлой весовых категориях.
Среди профессионалов бывший регулярный чемпион мира по версии WBA (2019—2022), чемпион мира по версиям WBC (2009—2011) и IBO (2010—2011), чемпион Северной Америки по версии NABF (2014) в полутяжёлом весе. Бывший чемпион Северной Америки по версии NABF (2007) и чемпион Канады (2005) во 2-м среднем весе.
Лучшая позиция по рейтингу BoxRec — 7-я (февраль 2020) и является 2-м среди канадских боксёров первой тяжёлой весовой категории, а по рейтингам основных международных боксёрских организаций: 10-ю строку WBC — входя в ТОП - 45 лучших боксёров первого тяжёлого веса.

## Биография
Жан Паскаль родился в Порт-о-Пренсе (Гаити). В конце 1980-х его семья переехала в Квебек, Канада. В школе он играл в хоккей и футбол, но когда в 1996 году его старший брат Николсон Пуляр стал чемпионом Квебека по боксу, 13-летний Жан начал один-два раза в неделю тренироваться в боксёрском зале «Клуба чемпионов Сен-Мишеля».

## Любительская карьера
Первым тренером Паскаля был Сильвен Ганьон, который считал его очень способным. Кумиром Жана был, как сказал спортсмен в интервью в мае 2005 года, американский боксёр-профессионал Рой Джонс — младший. Паскаль победил семь раз в любительских чемпионатах Канады (1998—2004) и в 2001 году присоединился к сборной по боксу. Трижды его признавали лучшим канадским боксёром (2001—2003). Его любительский рекорд составил 103-18.

## Профессиональная карьера
Дебютировал в феврале 2005 года.

#### Чемпионский бой сКарлом Фрочем

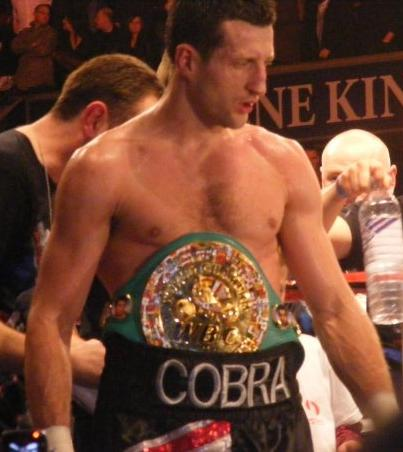
Карл Фроч

6 декабря 2008 года в Ноттингеме состоялся бой за вакантный пояс чемпиона во 2-м среднем весе по версии WBC между канадцем Жаном Паскалем и местным боксёром Карлом Фрочем. Победу одержал англичанин единогласным решением судей в 12-раундовом бою.

#### Чемпионский бой сАдрианом Дьякону
В июне 2009 года Паскаль вышел на ринг против чемпиона мира по версии WBC в полутяжёлом весе Адриана Дьякону. В 5-м раунде после левого бокового в голову Дьякону побывал в нокдауне. Следующее падение Дьякону после комбинации Паскаля правый—левый—правый в голову не было засчитано рефери как нокдаун. В 7-м раунде Дьякону заработал рассечение под правым глазом, а в 9-м раунде к нему прибавилась гематома под левым глазом. Согласно компьютерной статистике, Паскалю в этот вечер удалось нанести 37% из своих выброшенных ударов (193 из 540), в то время как Диакону — 31% (153 из 501). Таким образом, Паскаль одержал победу единогласным решением судей.

#### Бой сСильвио Бранко
В сентябре 2009 года Жан Паскаль успешно защитил титул чемпиона мира по версии WBC в полутяжёлом весе против итальянца Сильвио Бранко, одержав победу техническим нокаутом в 10-м раунде.

#### Второй бой с Адрианом Дьякону

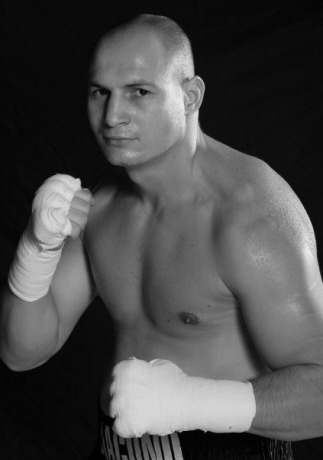
Адриан Дьякону

В декабре 2009 года состоялся реванш между Жаном Паскалем и Адрианом Дьякону. Первые 4 раунда поединка оказались равными, причём в начале встречи Паскаль заявил в своём углу, что у него проблемы с правым плечом. Однако его тренер между раундами смог вправить плечо, дав шанс таким образом своему подопечному продолжить поединок. По ходу поединка Паскаль больше внимания уделял серийной работе, в то время как Дьякону делал акцент на свой джеб, которым ему удавалось запирать противника у канатов, но дальше этого развитие атак у Адриана не шло. Заключительный раунд прошёл полностью под диктовку Паскаля, который сохранил силы для мощных ударов левой, в то время как Дьякону к этому времени хватало лишь на клинчи. После поединка Паскаль заявил, что по ходу встречи он три раза умудрялся вывихнуть плечо, но каждый раз в углу ставили его на место. Диакону же после боя заявил, что считает себя победителем.

#### Бой сЧедом Доусоном

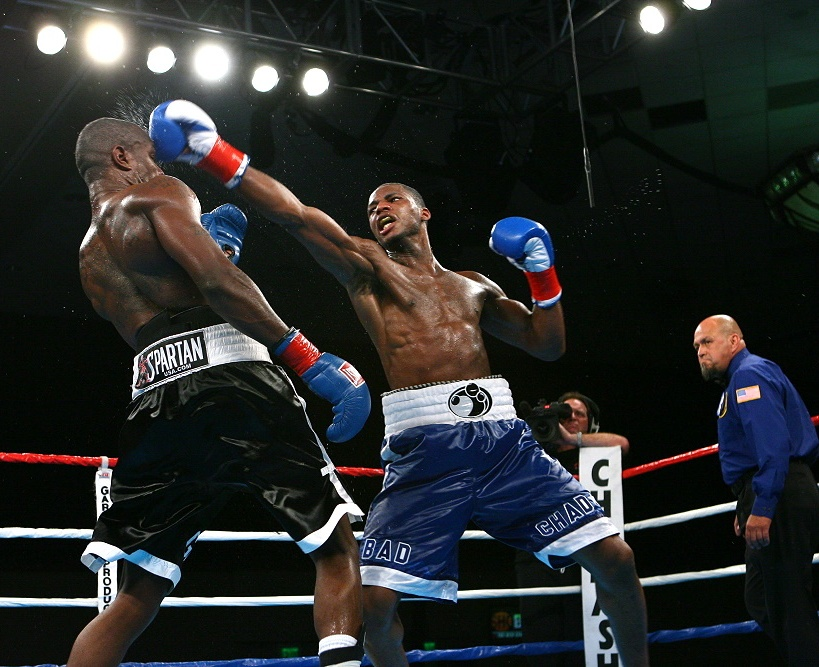
Чед Доусон

В августе 2010 года Паскаль вышел на ринг против небитого чемпиона мира по версии IBO и временного чемпиона мира по версии WBC в полутяжёлом весе - американца Чеда Доусона. Паскаль весь бой устраивал Доусону затяжные атаки с большим количеством выбрасываемых ударов. В 9-м раунде Доусон сделал ставку на удар и смог потрясти Паскаля, но вытянуть из этой ситуации что-то большее так и не сумел. Повторить попытку нокаутировать противника Чед предпринял в 11-м раунде, и, казалось, у него есть неплохие шансы на это, пока после одного из эпизодов не произошло неумышленное столкновение головами, после которого у Доусона над левым глазом образовалось рассечение, которое не позволило ему продолжать бой. При подсчёте очков оказалось, что на этот момент на судейских записках лидировал Паскаль, одержавший победу техническим решением. В условиях контракта боя присутствовал пункт о реванше, но у Паскаля было право на промежуточный поединок перед этим.

#### Первый бой сБернардом Хопкинсом

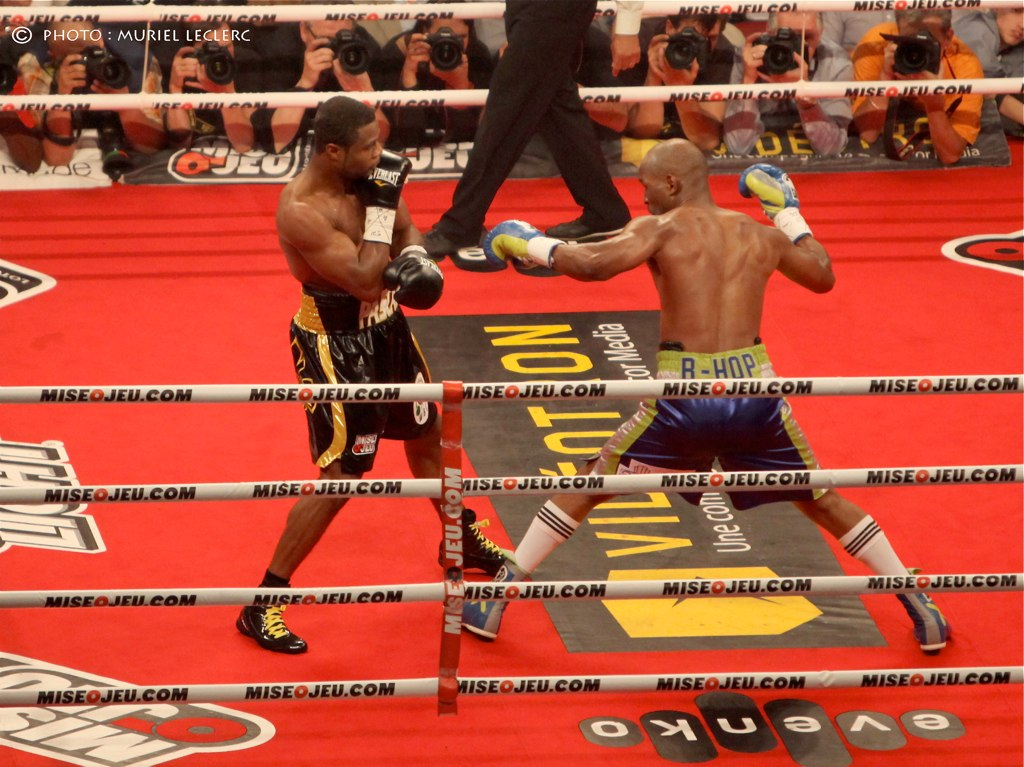
Жан Паскаль и Бернард Хопкинс

В декабре 2010 года Паскаль защищал титулы WBC и IBO в полутяжёлом весе против легендарного американского боксёра Бернарда Хопкинса. На кону также стоял вакантный Диамантовый пояс WBC. В конце 1-го раунда Паскаль смог отправить Хопкинса на пол ударом правой в голову. Агрессивный стиль ведения боя Паскаля снова принёс плоды в 3-м раунде, когда Хопкинс опять побывал в нокдауне, на этот раз от левого бокового. Однако в 4-м раунде Бернарду удалось выровнять ход встречи в свою пользу. Начиная с 6-го раунда начали сказываться удары Хопкинса по корпусу, и Паскаль заметно снизил обороты. Заключительные трёхминутки проходили в открытой конкурентной борьбе, по итогам которой судьи большинством голосов засчитали ничью.

#### Второй бой с Бернардом Хопкинсом
21 мая 2011 года состоялся матч-реванш между Жаном Паскалем и Бернардом Хопкинсом. Начало поединка прошло в спокойной борьбе, с небольшим преимуществом Паскаля. В третьем раунде Паскаль зацепил Хопкинса левым крюком, американца немного повело, но он тут же перешёл в атаку, через полминуты уже атака Хопкинса серьёзно потрясла Паскаля. Под конец раунда начался размен ударами и Паскалю удалось пробить сильный правый кросс навстречу. В четвёртом раунде под самый конец Паскалю вновь удалось потрясти Хопкинса ударом справа. Начиная с шестого раунда Паскаль заметно снизил активность. В десятом раунде Паскаль коснулся перчатками пола после одиночного удара справа, однако рефери посчитал, что это не было нокдауном. В двенадцатом раунде в размене Паскаль сумел нанести несколько мощных ударов справа, но Хопкинсу удалось сдержать натиск. Счёт судейских записок: 115-113, 116-112, 115-114 — всё в пользу Бернарда Хопкинса. Благодаря этой победе Бернард Хопкинс побил многолетний рекорд Джорджа Формана и стал самым возрастным боксёром, который когда-либо завоёвывал титул чемпиона мира.

#### Чемпионский бой сСергеем Ковалёвым

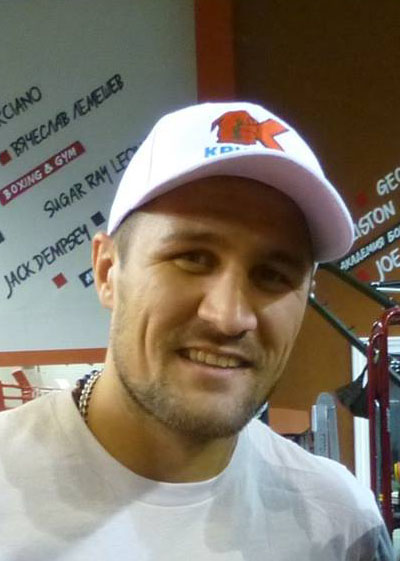
Сергей Ковалёв

После относительно спокойного начала Сергей приступил к решительным действиям: уже в третьем раунде он отправил претендента в нокдаун (после серии ударов Ковалёва Паскаль едва не вывалился за пределы ринга). В четвёртом и пятом раундах Паскаль продолжал держаться под серийными атаками чемпиона, изредка проводя ответные удары. В шестом и седьмом раундах Паскалю удалось провести несколько успешных атак. В самом конце седьмого раунда Ковалёв провёл точный удар в голову Паскаля. Под действием этого удара Жан начал восьмой раунд, в начале которого Сергей выполнил мощную серию точных ударов в голову. Стоя у канатов, Паскаль перестал отвечать на удары. Заботясь о здоровье потрясённого претендента, судья остановил бой.

#### Бой с Юниески Гонсалесом
Жан Паскаль в 10-раундовом поединке нанёс первое поражение в карьере 29-летнему кубинцу Юниески Гонсалесу (link is external). Поединок выдался очень зрелищным, боксёры часто вступали в размен ударами и не раз потрясали друг друга тяжёлыми ударами, однако обошлось без нокдаунов. Все трое судей выставили одинаковый счёт: 96-94. Счёт неофициального судьи канала HBO — 97-93 в пользу Гонсалеса. Комментировавший этот поединок Бернард Хопкинс (link is external) также посчитал, что Гонсалес больше заслуживал победы.

#### Второй бой с Сергеем Ковалёвым
30 января 2016 года состоялся матч-реванш между россиянином Сергеем Ковалёвым (28-0-1, 25 КО) и канадцем Жаном Паскалем (30-3-1). Бой, как и первый, прошёл на арене "Белл-Центр" в Монреале. Ради этого боя Паскаль ушёл к новому тренеру Фредди Роучу, но это ему не помогло. Ковалёв захватил преимущество с начала боя, не позволяя сопернику выиграть ни одного раунда. После семи раундов избиения Паскаля Роуч снял своего подопечного с боя.

#### Бой сФаньлунем Мэном
20 мая 2022 года в городе Плант-Сити (США), в конкурентном бою, единогласным решением судей (счёт: 116-111, 115-112, 114-113) победил опытного небитого китайца Фаньлуня Мэна (17-0), в 9-м раунде отправив того в нокдауне. В этом бою Паскаль успешно вернулся на ринг после длительного перерыва, связанного не только с пандемией COVID-19, но с положительной допинг-пробой обнаруженной у него весной 2021 года.

#### Бой с Терри Осиасом
21 сентяября 2024 года в городе Лавалеь (Канада) в промужуточном весе (на весах 86 кг) нокаутировал небитого соотечественника Терри Осиаса. Малоизвестный 38-летний Осиас хорошо начал бой. Он владел инициативой, агрессивно шёл вперёд. Паскаль полагался на свой огромный опыт. На протяжении большей части боя Осиас наносил большое количество ударов,  в то время как концу боя это количество уменьшилось. К седьмому раунду Паскаль увеличил интенсивность боя и выровнял бой. Понимая, что победа по очкам в таком бою ему не гарантирована экс-чемпион нажал в решающих раундах и нокаутировал Осиаса (первый нокдаун рефери не засчитал). Вцелом Паскаль выглядел тяжёлым и медленным.Двое судей сбоку на момент остановки боя минимально отдавали победу Жану (89-82, 86-85 против 87-84 Осиасу).

#### Бой с Михалом Чеслаком
28 июня 2025 года в Лавале (Канада) в бою за вакантный временный титул чемпиона WBC в крузервейте сразился с экс-претендентом из Польши Михалом Чеслаком (28-2, 22 КО). Чесляк сначала должен был встретиться с Ямилем Перальтой в бою за временный титул, однако этот поединок не состоялся. Поэтому WBC санкционировала бой между занимающим пятую позицию в рейтинге Чесляком и Жаном Паскалем, который ранее не был в рейтинге организации и не входил даже в тТоп-40. Однако для санкционирования боя появился на 10 месте в обновленном майском рейтинге WBC. Паскаль с первых же секунд боя выглядел медленным и не в своем весе. Были проблемы с балансом. Во 2-м раунде Паскаль оказался в нокдауне, но рефери не стал считать. А вот в третьем раунде уже открыл счёт. Канадец попытался перехватить инициативу действуя размашистыми оверхэндами, но точности не хватило. К тому же такие удары были читаемы поляком. В 4-м раунде Паскаль снова оказался на полу. Он смог подняться, но пропустив вновь угол просигнализировал о остановке.

## Статистика профессиональных боёв
В таблице перечислены результаты всех поединков боксёров.
В каждой строке указан результат поединка. Дополнительно номер поединка обозначен цветом, который обозначает итог поединка. Расшифровка обозначений и цветов представлена в нижеследующей таблице.
| Пример | Расшифровка                     |
| ------ | ------------------------------- |
|        | Победа                          |
|        | Ничья                           |
|        | Поражение                       |
|        | Планируемый поединок            |
|        | Поединок признан несостоявшимся |
| КО     | Нокаут                          |
| ТКО    | Технический нокаут              |
| PTS    | Решение судей (по очкам)        |
| UD     | Единогласное решение судей      |
| MD     | Решение большинства судей       |
| SD     | Раздельное решение судей        |
| RTD    | Отказ от продолжения боя        |
| DQ     | Дисквалификация                 |
| NC     | Поединок признан несостоявшимся |

| 44 поединка, 36 побед (20 нокаутом), 1 ничья, 7 поражений, 1 несостоявшийся. | 44 поединка, 36 побед (20 нокаутом), 1 ничья, 7 поражений, 1 несостоявшийся. | 44 поединка, 36 побед (20 нокаутом), 1 ничья, 7 поражений, 1 несостоявшийся. | 44 поединка, 36 побед (20 нокаутом), 1 ничья, 7 поражений, 1 несостоявшийся. | 44 поединка, 36 побед (20 нокаутом), 1 ничья, 7 поражений, 1 несостоявшийся. | 44 поединка, 36 побед (20 нокаутом), 1 ничья, 7 поражений, 1 несостоявшийся. | 44 поединка, 36 побед (20 нокаутом), 1 ничья, 7 поражений, 1 несостоявшийся. |
| Бой                                                                          | Рекорд                                                                       | Дата боя                                                                     | Соперник                                                                     | Место проведения боя                                                         | Раундов, время                                                               | Дополнительно |
| ---------------------------------------------------------------------------- | ---------------------------------------------------------------------------- | ---------------------------------------------------------------------------- | ---------------------------------------------------------------------------- | ---------------------------------------------------------------------------- | ---------------------------------------------------------------------------- | --- |
| 45                                                                           | 36-7-1(1)                                                                    | 16 марта 2023                                                                | Михаэль Эйферт (11-1)                                                        | Place Bell, Лаваль, Квебек, Канада                                           | (12)                                                                         | Бой за статус обязательного претендента на титул чемпиона мира по версии IBF в полутяжёлом весе.                                                                                  |
| 44                                                                           | 36-6-1 (1)                                                                   | 20 мая 2022                                                                  | Фаньлун Мэн (17-0)                                                           | Whitesands Events Center, Плант-Сити, Флорида, США                           | UD 12 (12)                                                                   | Счёт: 116-111, 115-112, 114-113. |
| 43                                                                           | 35-6-1 (1)                                                                   | 28 декабря 2019                                                              | Баду Джек (22-2-3)                                                           | Стэйт Фарм-арена, Атланта, Джорджия, США                                     | SD 12 (12)                                                                   | Счёт: 112-114, 114-112 (дважды). Защитил титулы регулярного чемпиона мира по версии WBA и чемпиона WBC Silver (1-я защита Паскаля) в полутяжёлом весе.                            |
| 42                                                                           | 34-6-1 (1)                                                                   | 3 августа 2019                                                               | Маркус Браун (23-0)                                                          | Барклайс-центр, Бруклин, Нью-Йорк, США                                       | TD 8 (12), 1:49                                                              | Счёт: 75-74 (трижды). Завоевал титул временного чемпиона мира по версии WBA и титул WBC Silver (1-я защита Брауна) в полутяжёлом весе.                                            |
| 41                                                                           | 33-6-1 (1)                                                                   | 24 ноября 2018                                                               | Дмитрий Бивол (14-0)                                                         | Mark G. Etess Arena, Hard Rock Hotel & Casino, Атлантик-Сити, США            | UD 12 (12)                                                                   | Счёт: 111-117, 109-119 (дважды). Бой за титул регулярного чемпиона мира по версии WBA (4-я защита Бивола) в полутяжёлом весе.                                                     |
| 40                                                                           | 33-5-1 (1)                                                                   | 20 июля 2018                                                                 | Стив Боссе (1-0)                                                             | Place Bell, Лаваль, Квебек, Канада                                           | TKO 8 (10), 3:00                                                             | |
| 39                                                                           | 32-5-1 (1)                                                                   | 8 декабря 2017                                                               | Ахмед Эльбиали (16-0)                                                        | Hialeah Park Racing & Casino, Хайалиа, Флорида, США                          | TKO 6 (10), 2:06                                                             | |
| 38                                                                           | 31-5-1 (1)                                                                   | 3 июня 2017                                                                  | Элейдер Альварес (22-0)                                                      | Белл-центр, Монреаль, Квебек, Канада                                         | MD 12 (12)                                                                   | Счёт: 114-114, 111-117, 112-116. Бой за титул чемпиона по версии WBC Silver (4-я защита Альвареса) в полутяжёлом весе.                                                            |
| 37                                                                           | 31-4-1 (1)                                                                   | 16 декабря 2016                                                              | Рикардо Марсело Рамальо (21-10-1)                                            | Cabaret Amphitheatre Cogeco, Труа-Ривьер, Квебек, Канада                     | TKO 3 (10), 1:45                                                             | |
| 36                                                                           | 30-4-1 (1)                                                                   | 30 января 2016                                                               | Сергей Ковалёв (2) (28-0-1)                                                  | Белл-центр, Монреаль, Квебек, Канада                                         | RTD 7 (12), 3:00                                                             | Бой за титул чемпиона мира по версиям WBA super (3-я защита Ковалёва), IBF (3-я защита Ковалёва) и WBO (7-я защита Ковалёва) в полутяжёлом весе.                                  |
| 35                                                                           | 30-3-1 (1)                                                                   | 25 июля 2015                                                                 | Юниески Гонсалес (16-0)                                                      | Мандалай-Бэй, Лас-Вегас, Невада, США                                         | UD 10 (10)                                                                   | Счёт судей: 96-94 (трижды). |
| 34                                                                           | 29-3-1 (1)                                                                   | 14 марта 2015                                                                | Сергей Ковалёв (26-0-1)                                                      | Белл-центр, Монреаль, Квебек, Канада                                         | TKO 8 (12), 1:03                                                             | Бой за титул чемпиона мира по версиям WBA super (1-я защита Ковалёва), IBF (1-я защита Ковалёва) и WBO (5-я защита Ковалёва) в полутяжёлом весе. Паскаль в нокдауне в 3-м раунде. |
| Бой                                                                          | Рекорд                                                                       | Дата боя                                                                     | Соперник                                                                     | Место проведения боя                                                         | Раундов, время                                                               | Дополнительно |